# (10034) Birlan
(10034) Birlan est un astéroïde de la ceinture principale.

## Description
(10034) Birlan est un astéroïde de la ceinture principale. Il fut découvert le 30 décembre 1981 à la station Anderson Mesa par Edward L. G. Bowell. Il présente une orbite caractérisée par un demi-grand axe de 2,58 UA, une excentricité de 0,13 et une inclinaison de 14,8° par rapport à l'écliptique.
Il porte le nom de l'astronome roumain Mirel Birlan.

## Compléments